# Rupelium
| ❮ | System          | Serie    | Stufe      | ≈ Alter (mya) |
| ❮ | später          | später   | später     | jünger        |
| - | --------------- | -------- | ---------- | ------------- |
| ❮ | P a l ä o g e n | Oligozän | Chattium   | 23,03 ⬍ 28,1  |
| ❮ | P a l ä o g e n | Oligozän | Rupelium   | 28,1 ⬍ 33,9   |
| ❮ | P a l ä o g e n | Eozän    | Priabonium | 33,9 ⬍ 38     |
| ❮ | P a l ä o g e n | Eozän    | Bartonium  | 38 ⬍ 41,3     |
| ❮ | P a l ä o g e n | Eozän    | Lutetium   | 41,3 ⬍ 47,8   |
| ❮ | P a l ä o g e n | Eozän    | Ypresium   | 47,8 ⬍ 56     |
| ❮ | P a l ä o g e n | Paläozän | Thanetium  | 56 ⬍ 59,2     |
| ❮ | P a l ä o g e n | Paläozän | Seelandium | 59,2 ⬍ 61,6   |
| ❮ | P a l ä o g e n | Paläozän | Danium     | 61,6 ⬍ 66     |
| ❮ | früher          | früher   | früher     | älter         |

Als Rupelium (im deutschen Sprachgebrauch meist Rupel oder Rupel-Stufe) wird in der Erdgeschichte ein Zeitintervall des Paläogens bezeichnet. Es ist die untere chronostratigraphische Stufe des Oligozäns (Paläogen) und wird mit dem Unteroligozän gleichgesetzt. Sie reicht geochronologisch von etwa 33,9 bis 28,1 Millionen Jahre. Die Stufe folgt auf das Priabonium und wird vom Chattium abgelöst. In Norddeutschland wird der Begriff Rupelium auch für eine regionale Stufe gebraucht, deren Grenzen aber nicht mit der globalen Stufe übereinstimmen. Sie reicht von etwa 32,5 bis 29,5 Millionen Jahre. In der Literatur wird diese regionale Stufe häufig in Anführungszeichen gesetzt. Wünschenswert wäre eine Neubenennung, um Verwechslungen mit der globalen Stufe gleichen Namens auszuschließen.

## Namensgebung und Geschichte
Die Stufe ist nach der Rupel, einem rechten Nebenfluss der Schelde bei Antwerpen (Belgien), benannt. Stufe und Name wurde vom belgischen Geologen André Hubert Dumont 1850 vorgeschlagen.
Das Oligozän war 1854 von Heinrich Ernst Beyrich eingeführt und in drei Stufen gegliedert worden – Unter-, Mittel- und Oberoligozän. Das Rupelium entsprach damals noch dem Mitteloligozän. Diese Dreigliederung wurde 1980 von der ICS in die zweistufige Unterteilung – Rupelium und Chattium – abgeändert. Dem Rupelium wurde folglich das Unteroligozän hinzugeschlagen. Das Unteroligozän war unter den regionalen Stufenbezeichnungen Latdorf(ium) (Norddeutsche Tiefebene), Sannoisium (oder Sannoisien – Pariser Becken) oder Tongrium (Tongeren-Gruppe des Belgischen Beckens) bekannt.

## Definition und GSSP
Der Beginn der Stufe wird durch das Aussterben der Foraminiferen-Gattung Hantkenina definiert, das Ende durch das Aussterben der Foraminiferen-Gattung Chiloguembelina (entspricht der Basis der Foraminiferen-Zone P21b). Ein Referenzprofil (GSSP = Global Stratotype Section and Point) für das Rupelium wurde bisher noch nicht festgelegt.

## Stratotyp
Der ursprüngliche, bereits von Dumont beschriebene Stratotyp des Rupeliums, die Rupel-Gruppe, befindet sich im Belgischen Becken.

## Vorkommen
Neben dem angeführten Stratotyp tritt das Rupelium in folgenden Sedimentationsräumen auf:
- Pariser Becken – Unteres Stampium (Stampien inférieur) mit den Marnes à Huîtres und den Sables de Fontainebleau.
- Hampshire-Becken – Bouldnor-Formation.
- Norddeutsche Tiefebene – Rupelton bzw. Septarienton.
- Niederrheinische Bucht – Walsumer Sand, Ratinger Ton und Lintforter Schichten
- Oberrheintal – Foraminiferenmergel, Fischschiefer bzw. Amphisyleschiefer und Melettaschiefer
- Nordalpine Molassevortiefe – Untere Meeresmolasse mit Deutenhausener Schichten, Heller Mergelkalk (Dynow-Mergel), Bändermergel-Schichten (Eggerding-Formation), Tonmergel-Schichten,  und Baustein-Schichten im weiteren Sinne
- Nördliche Kalkalpen – Inneralpine Molasse und Augensteinschichten
- Oberitalien – Castelgomberto-Schichten
- Ägypten – Gebel-Qatrani-Formation

## Magnetostratigraphie
Die Untergrenze des Rupeliums zum Priabonium liegt magnetostratigraphisch im oberen Abschnitt von Chron C 13r, genauer bei C 13r.86. Es umfasst dann die Chrons C 13n, C 12, C 11 und C 10. Die Obergrenze zum Chattium fällt mit dem Beginn von Chron C 10n.2n zusammen.

## Biostratigraphie

### Planktonische Foraminiferen
Die planktonischen Foraminiferen des Rupeliums können den Zonen P 18, P 19, P 20 und P 21a zugeordnet werden. Die Gattungen Pseudohastigerina und Chiloguembelina treten zum letzten Mal auf (LAD). Neu hinzu kommen (FAD) die Taxa Globigerina ciperoensis angulisuturalis und Globorotalia opima opima. Die Großformen Nummulites vascus und Nummulites fichteli begründen die Zone SBZ 21; treten noch Nummulites bouillei und Bullalveolina hinzu so definiert dies die Zone SBZ 22a.

### Kalkhaltiges Nannoplankton
Das kalkhaltige Nannoplankton bildet im Rupelium die Zonen NP 21 (obere Hälfte), NP22, NP 23 und NP 24 (untere Hälfte). Die Taxa Ericsonia subdisticha, Ericsonia formosa und Reticulofenestra umbilicus sterben aus. Zum ersten Mal erscheinen Sphenolitus distentus und Sphenolitus ciperoensis.

### Dinoflagellaten
Die anhand von Dinoflagellaten-Zysten gewonnene Zonierung für das Rupelium lautet: D 13, D 14 und der untere Abschnitt von D 15. Folgende Taxa sterben aus: Areosphaeridium diktyoplokum, Spiniferites sp. 1, Enneadocysta arcuata und Phtanopteridinium amoenum. Neu auftreten die Zysten Chiropteridium galea, Wetzeliella gochtii, Apteodinium spiridoides und Saturnodinium pansum.

### Landsäugetier-Biozonen
Das Rupelium umfasst, nach einzelnen Kontinenten getrennt, folgende Landsäugetier-Biozonen (Land Mammal Mega Zones):
- Europa (ELMMZ): Suevium und unterstes Arvernium. Es verschwinden die Primaten (weitestgehend) und die Pseudosciuridae sowie die Gattungen Palaeotherium, Bothriodon, Plagiolophus ministri, Entelodon, Issiodoromys medius, Blainvillimys gregarius, Blainvillimys helmeri und Blainvillimys heimersheimensis. Erstmals treten die Rhinocerotidae, Viverridae und Soricidae sowie die Gattungen Bothriodon, Blainvillimys gregarius, Blainvillimys helmeri, Blainvillimys blainvillei, Issiodoromys medius und Issiodoromys minor auf.
- Nordamerika (NALMMZ): Orellum, Whitneyum und unteres Arikareeum. Die Brontotheriidae, Pantolestidae und Hyracodontidae sterben aus, ferner die Gattungen Mesohippus, Hypertragulus calcurus, Bothriodon, Ischyromys und Merycoidodon. Zum ersten Mal erscheinen die Talpinae und Erinaceidae sowie die Gattungen Hypertragulus calcaratus, Protoceras, Diceratherium, Kalobatippus, Dinohyus, Palaeocastor und Meniscomys.
- Südamerika:(SALMMZ): oberes Mustersum und Tinguiriricum
- Asien (ALMMZ): Shandgolium

## Grande Coupure
Zu Beginn des Rupeliums wurde die Faunengemeinschaften der Erde schwer von der Grande Coupure getroffen, einem massiven Einschnitt in die Evolutionsgeschichte, der insbesondere in Europa mit einem bedeutenden Artensterben, Etablierung eingewanderter Taxa und Neuradiation verbunden war.